# Gendach
Gendach ist eine Wüstung auf Gemarkung von Ilsfeld im Landkreis Heilbronn im nördlichen Baden-Württemberg.

## Geografie
Gendach lag im Südosten der Gemarkung von Ilsfeld. Das einstige Dorf Gendach lag im Winkel von Beilsteiner Weg und Rainhohle, die Markung erstreckte sich südlich der Schozach weiter nach Südosten in Richtung des Plattenwaldes und des Abstetterhofes.

## Geschichte
Um Ilsfeld befinden sich insgesamt zehn totale Ortswüstungen, die vermutlich zur Zeit der Alamannen besiedelt wurden. Aus einzelnen Gehöften haben sich dort dorfähnliche Siedlungen entwickelt. Die zugehörige Markung umfasste üblicherweise drei Zelgen mit insgesamt durchschnittlich 800 Morgen Land, die ausreichend zur Ernährung von rund 100 bis 200 Menschen waren. Diese Siedlungen wurden zumeist bis zum 14. Jahrhundert wieder aufgegeben, fünf von ihnen sind in Ilsfeld aufgegangen, wo sich ein Herrenhof befand. 
Gendach wurde bereits bei der ersten Erwähnung Ilsfelds im Jahr 1102 als Jendan erwähnt. Später wird es nur noch als abgegangenes Gendach bezeichnet. Die Herkunft des Namens ist unbekannt. Die Markung Gendachs ging in der Markung von Ilsfeld auf.
Etwas östlich des Dorfes befand sich einst im Wiesental an der Schozach eine Hügelburg, auf die heute noch der Flurnamen Burgstuhl und der Burgweg hinweisen. Der einstige Burghügel hingegen wurde 1948 bei der Korrektur des Laufs der Schozach eingeebnet. Die Burg war möglicherweise ab der Jahrtausendwende der Sitz des Ilsfelder Ortsadels, bevor dieser bzw. seine mutmaßlichen Stammverwandten im 13. Jahrhundert auf den etwa zwei Kilometer südlich und wesentlich höher gelegenen Wunnenstein wechselten.